# Schrei: So laut du kannst

## Schrei: So laut du kannst
Schrei: So laut du kannst (en alemán Grita: Lo más fuerte que puedas). Es la versión extendida de Schrei primer álbum de la agrupación alemana "Tokio Hotel" . Publicado en 2006.

| #   | Título                           | Duración |
| --- | -------------------------------- | -------- |
| 1.  | "Schrei"                         | 3:16     |
| 2.  | "Durch Den Monsun"               | 4:00     |
| 3.  | "Leb' Die Sekunde"               | 3:45     |
| 4.  | "Rette Mich" (Nueva Versión)     | 3:42     |
| 5.  | "Freunde Bleiben"                | 3:42     |
| 6.  | "Ich Bin Nich' Ich"              | 3:47     |
| 7.  | "Wenn Nichts Mehr Geht"          | 3:52     |
| 8.  | "Lass Uns Hier Raus"             | 3:05     |
| 9.  | "Gegen Meinen Willen"            | 3:35     |
| 10. | "Jung Und Nicht Mehr Jugendfrei" | 3:21     |
| 11. | "Der Letzte Tag"                 | 3:04     |
| 12. | "Unendlichkeit"                  | 2:27     |
| 13. | "Beichte"                        | 3:33     |
| 14. | "Schwarz"                        | 3:20     |
| 15. | "Thema nr. 1 (Demo 2003)"        | 3:13     |

En la versión Francesa existen las canciones número 16 y 17 que corresponden a "Schrei" y "Durch den Monsun" en versión acústica y las canciones "Schrei", "Rette Mich" y "Der Letze Tag" vienen con la nueva voz de Bill Kaulitz.
- Datos: Q1286254